# Hortus Animae
Hortus Animae ist eine 1997 gegründete Dark-Metal-Band.

## Geschichte
die italienische Band Hortus Animae wurden 1997 von „Martyr Lucifer“, Gianluca „Hypnos“ Bacchilega, Michele „Bless“ und Thomas Ghirardelli gegründet. Ihr erstes Demo mit An Abode for Spirit and Flesh wurde mit der Unterstützung des zeitweilig hinzugezogenen zweiten Gitarristen Claudio „Iarsa“ Nicoletti aufgenommen und 1998 veröffentlicht. Ein Jahr später erschien das zweite Demo The Melting Idols. Die Band, die zu diesem Zeitpunkt noch keinen Labelvertrag besaß spielte folgend lokal als Vorgruppe für Gruppen wie Lacuna Coil und Napalm Death. Zugleich fanden mehrere Besetzungswechsel statt. Mit Diego „Grom“ Meraviglia von Ancient der Thomas Ghirardelli als Schlagzeuger ersetzte und ohne Nicoletti nahm die Band das Debütalbum Waltzing Mephisto auf, das 2003 über Black Lotus Records und CD-Maximum veröffentlicht wurde. Die Rezensionen zu Waltzing Mephisto fielen überwiegend lobend aus. Mit ihrem Album brächte die Band „frischen Wind in den Black Metal“ wurde das Album für Rock Hard gelobt. Selbst wenn, das Album „nicht immer ganz überzeugend“ wirke, schrieb Eduardo Rivadavia für Allmusic sei die Band „auf jeden Fall unterhaltsam“.

„Sicherlich muss man eine Ader für bombastisch-melodischen Black Metal haben, um Hortus Animae zu mögen, aber hier sollte man doch unbedingt mal reinhören!“

Im Jahr 2005 folgte mit The Blow of Furious Winds…, das über Sleaszy Rider Records erschien ein zweites Studioalbum. Das Album wurde ebenfalls positiv aufgenommen und von Michael Dalakos für Metal Temple als eines der Besten des Jahres bezeichnet. Im Januar 2006 gab die Band ihre Trennung aus ökonomischen und persönlichen Gründen bekannt. Konflikte zwischen den Mitgliedern wurde keine publik und eine Wiederaufnahme der Aktivitäten wurde bereits von Beginn an in Aussicht gestellt.
Nachdem die Gruppe im Jahr 2008 ein Box-Set veröffentlichte, das 2012 auch als Kompilation erschien, begannen basierend auf der positiven Resonanz bereits erste Gespräche der Musiker untereinander die Gruppe fortzuführen. Insbesondere „Martyr Lucifer“ und Diego „Grom“ Meraviglia standen im Austausch, verwiesen einander jedoch auf mangelnde Zeit und andere Projekte, weshalb Hortus Animae erst 2013 reaktiviert wurde. Mit Secular Music erschien über Flicknife Records 2014 das dritte Album der Band. Secular Music wurde, anders als die ersten Alben, eher durchschnittlich beurteilt. Bart Al Foet vom niederländischen Webzine Zware Metalen als überladen kritisiert. Keith Keller von Metal Temple empfand das Album hingegen als „zu beruhigend“. Dabei attestierten beide der Gruppe Potential. Für Sonic Seducer schrieb Michelle Nehlsen hingegen Secular Music sei „eine gelungene Platte, um als Band wiederzukommen“ und verwies auf Qualität und Tradition der Band. Nach der Veröffentlichung des dritten Albums bestritt die Gruppe europaweit Auftritte und veröffentlichte eine EP, eine weitere Kompilation sowie Live-Alben über Aesthetic Death Records und BlackHeavens Music.

## Ideologie
Der von „Martyr Lucifer“ gesetzte lyrische und konzeptionelle Rahmen der Band fußt in der subjektiven Beschäftigung mit der Antike und Spiritualität. „Martyr Lucifer“ lehnt alle organisierten Religionsformen sowie den antagonistischen Gut-Böse-Dualismus ab und verweist auf die vedische Religion als Grundlage seiner subjektiven Überzeugung. So beschreibt er diese Spiritualität als das „Leben selbst“ und „etwas, das nicht von uns getrennt ist, aber dennoch unser ganzes Leben durchströmt“. Verbindungen zu dieser Überzeugung durchziehen das Werk der Band.

## Stil

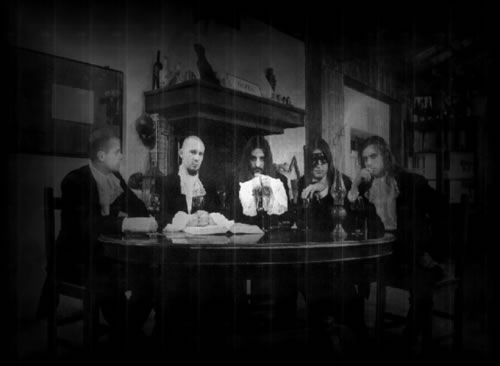
Hortus Animae auf einen Promotionsfoto aus dem Jahr 2005

Die Musik der Band orientiert sich zum Teil am Stil der als Zweite Welle des Black Metals populären Bands, wird jedoch aufgrund der fehlenden satanischen Inhalte nicht dem Genre zugeordnet. In Berichten über die Band wird auf diese Unterscheidung häufig verzichtet. Diese Basis kombiniert die Gruppe mit orchestralen und symphonischen die mit Vergleichen zu Bands des Dark Metal thematisiert werden. Entsprechend wird Waltzing Mephisto für Rock Hard besprochen.

„Die auf dem Beipackzettel angedrohten Gothic-Elemente halten sich glücklicherweise stark in Grenzen, die Balance zwischen Bombast und Aggro-Black-Metal stimmt. Fast könnte man meinen, Cradle Of Filth hätten den Disneyland-Regler auf Null zurückgedreht.“

Dabei agiere die Band progressiv mit diversen Songstrukturen und einer ausgeprägten Dynamik ohne Verlust der Kontinuität im eigenen Spiel. Auch der Gesang wechselt von Screaming zu Klargesang. Ruhige Passagen werden mit akustischen Instrumenten unterstrichen. Während die schnellen Phasen häufig mit symphonischen Elementen unterstützt werden.

## Diskografie
Demoaufnahmen
- 1998: An Abode for Spirit and Flesh (Demo, Selbstverlag)
- 2000: The Melting Idols (Demo, Selbstverlag)

Studioalben
- 2003: Waltzing Mephisto (Album, Black Lotus Records)
- 2005: The Blow of Furious Winds… (Album, Sleaszy Rider Records)
- 2014: Secular Music (Album, Flicknife Records)

Live-Alben
- 2018: Piove Sangue – Live in Banská Bystrica (Live-Album, Aesthetic Death Records/BlackHeavens Music)
- 2018: Live at Velvet – April the 14th, 2001 (Live-Album, BlackHeavens Music)

Singles und EPs
- 2004: Windfall Introducing Summoning of the Muse (Single, Black Lotus Records)
- 2016: There’s No Sanctuary (EP, Azermedoth Records)

Kompilationen
- 2008: Funeral Nation/10 Years of Hortus Animae (Box-Set, Sleaszy Rider Records)
- 2012: Funeral Nation MMXII (Kompilation, Thrash Corner Records)
- 2014: Godless Years (Kompilation, Satanica Productions)